# Heron Lake (Minnesota)
Heron Lake ist eine Kleinstadt (mit dem Status „City“) im Jackson County im US-amerikanischen Bundesstaat Minnesota. Das U.S. Census Bureau hat bei der Volkszählung 2020 eine Einwohnerzahl von 602 ermittelt.

## Geografie
Heron Lake liegt am gleichnamigen See im Südwesten von Minnesota. Der Ort liegt auf 43°47′42″ nördlicher Breite, 95°19′13″ westlicher Länge und erstreckt sich über 3,32 km².
Benachbarte Orte von Heron Lake sind Wilder (11,3 km ostnordöstlich), Okabena (6,9 km südlich), Miloma (5,8 km südwestlich), Kinbrae (15,7 km westnordwestlich) und Dundee (17,2 km nordwestlich).
Die nächstgelegenen größeren Städte sind Minneapolis (254 km nordöstlich), Minnesotas Hauptstadt Saint Paul (267 km in der gleichen Richtung), Rochester (262 km östlich), Iowas Hauptstadt Des Moines (398 km südöstlich), Omaha in Nebraska (345 km südsüdwestlich), Sioux Falls in South Dakota (125 km westlich) und Fargo in North Dakota (417 km nordnordwestlich).

## Verkehr
Die Minnesota State Route 60 verläuft in Nordost-Südwest-Richtung durch das Stadtgebiet von Heron Lake. Alle weiteren Straßen innerhalb von Jackson sind untergeordnete Fahrwege oder innerstädtische Verbindungsstraßen.
Parallel zur MN 60 verläuft eine Eisenbahnstrecke der Union Pacific Railroad.

Der Jackson Municipal Airport liegt 40,5 km südöstlich von Heron Lake. Der nächste Großflughafen ist der Minneapolis-Saint Paul International Airport (249 km nordöstlich).

## Demografische Daten
Nach der Volkszählung im Jahr 2010 lebten in Heron Lake 698 Menschen in 306 Haushalten. Die Bevölkerungsdichte betrug 210,2 Einwohner pro Quadratkilometer. In den 306 Haushalten lebten statistisch je 2,28 Personen. 
Ethnisch betrachtet setzte sich die Bevölkerung zusammen aus 92,1 Prozent Weißen, 1,9 Prozent Afroamerikanern, 1,3 Prozent amerikanischen Ureinwohnern, 0,3 Prozent Asiaten sowie 4,2 Prozent aus anderen ethnischen Gruppen; 0,3 Prozent stammten von zwei oder mehr Ethnien ab. Unabhängig von der ethnischen Zugehörigkeit waren 12,0 Prozent der Bevölkerung spanischer oder lateinamerikanischer Abstammung. 
23,8 Prozent der Bevölkerung waren unter 18 Jahre alt, 57,4 Prozent waren zwischen 18 und 64 und 18,8 Prozent waren 65 Jahre oder älter. 49,6 Prozent der Bevölkerung war weiblich.

Das mittlere jährliche Einkommen eines Haushalts lag bei 49.219 USD. Das Pro-Kopf-Einkommen betrug 23.193 USD. 12,6 Prozent der Einwohner lebten unterhalb der Armutsgrenze.